# Belpech
Belpech (okzitanisch: Bèlpuèg) ist eine Gemeinde mit 1339 Einwohnern (Stand 1. Januar 2022) im Westen des Départements Aude in der südfranzösischen Region Okzitanien.

## Lage
Belpech liegt auf etwa 240 Metern Höhe im Garnaguès, einem Landstrich am Südrand des Lauragais, etwa 68 Kilometer (Fahrtstrecke) in südöstlicher Richtung von Toulouse entfernt. Etwa 30 Kilometer nordöstlich liegt Castelnaudary. Bis nach Carcassonne sind es etwa 60 Kilometer in östlicher Richtung.
Der Ort liegt am Fluss Vixiège, der knapp nördlich des Dorfkerns von rechts in den Hers-Vif mündet. Etwa 300 Meter weiter mündet der Estaut von links in den Hers-Vif.

## Bevölkerungsentwicklung
| Jahr      | 1968 | 1975 | 1982 | 1990 | 1999 | 2006 | 2016 |
| Einwohner | 1224 | 1089 | 1068 | 1165 | 1152 | 1272 | 1272 |

Im Mittelalter war Belpech eine wichtige Stadt mit über 2000 Einwohnern.

## Wirtschaft
Wie in den meisten Orten des Lauragais (auch Pays de la Cocagne = ‚Schlaraffenland‘ genannt) spielte der Anbau, die Weiterverarbeitung und der Handel von Färberwaid (pastel) im späten Mittelalter und in der frühen Neuzeit eine wichtige Rolle im Wirtschaftsleben der wohlhabenden Stadt. Doch bereits im 18. Jahrhundert wurde der Anbau von pastel aufgegeben – es war durch den – aus der vorwiegend in den amerikanischen Kolonien angebauten Indigopflanze gewonnenen – neuen Farbstoff Indigo allmählich vom Markt verdrängt worden. Seitdem mussten sich die Bauern im Lauragais wieder von Getreide (Weizen, Mais, Sonnenblumen) und ein wenig Viehzucht (Schafe) ernähren. Im 19. Jahrhundert wurden in Belpech in großem Maße Stoffe hergestellt.

## Geschichte
Der Name des bereits in gallorömischer Zeit besiedelten Hügels ist wahrscheinlich herzuleiten von der mittellateinischen Bezeichnung bellopodio, dem späteren Beaupuy, was beides so viel bedeutet wie ‚beherrschender Hügel‘. Im Mittelalter hatte die Stadt eine Burg (Le Castelas), ein Kloster (Notre-Dame de Garnac) und mehrere Kirchen. Ob und in welchem Maße die Stadt in die Katharerbewegung und die Albigenserkreuzzüge (1209–1229) verwickelt war, ist unklar; jedenfalls machte König Ludwig VIII. im Rahmen des von ihm initiierten und teilweise auch angeführten Kreuzzugs gegen die Albigenser im Jahre 1226 in Belpech Station.
In der Zeit der Hugenottenkriege (1562–1598) wurde auch Belpech in Mitleidenschaft gezogen; vielleicht wurden bereits in dieser Zeit Kirchenbauten zerstört oder beschädigt. In den Jahren 1630 und 1654 grassierte die Pest und jeder, der konnte, verließ den Ort und flüchtete aufs Land. Im Jahr 1791 wurden große Teile der Stadt durch eine Feuersbrunst vernichtet, doch zählte man im Jahr 1835 immer noch beinahe 2.500 Einwohner.

## Sehenswürdigkeiten

### Sonstige
- Die Ruinen der mittelalterlichen Burg (Le Castelas) sind nicht sonderlich beeindruckend.
- Einige mittelalterliche Fachwerkhäuser (maisons à colombages) lockern das Bild der Innenstadt auf.
- Die gusseiserne Markthalle (halle) in der Art Victor Baltards stammt aus dem 19. Jahrhundert.
- Mehrere Steinbrücken aus dem 15. und 16. Jahrhundert führen über die Vixiège.